# Neuenkirchen (Altes Land)

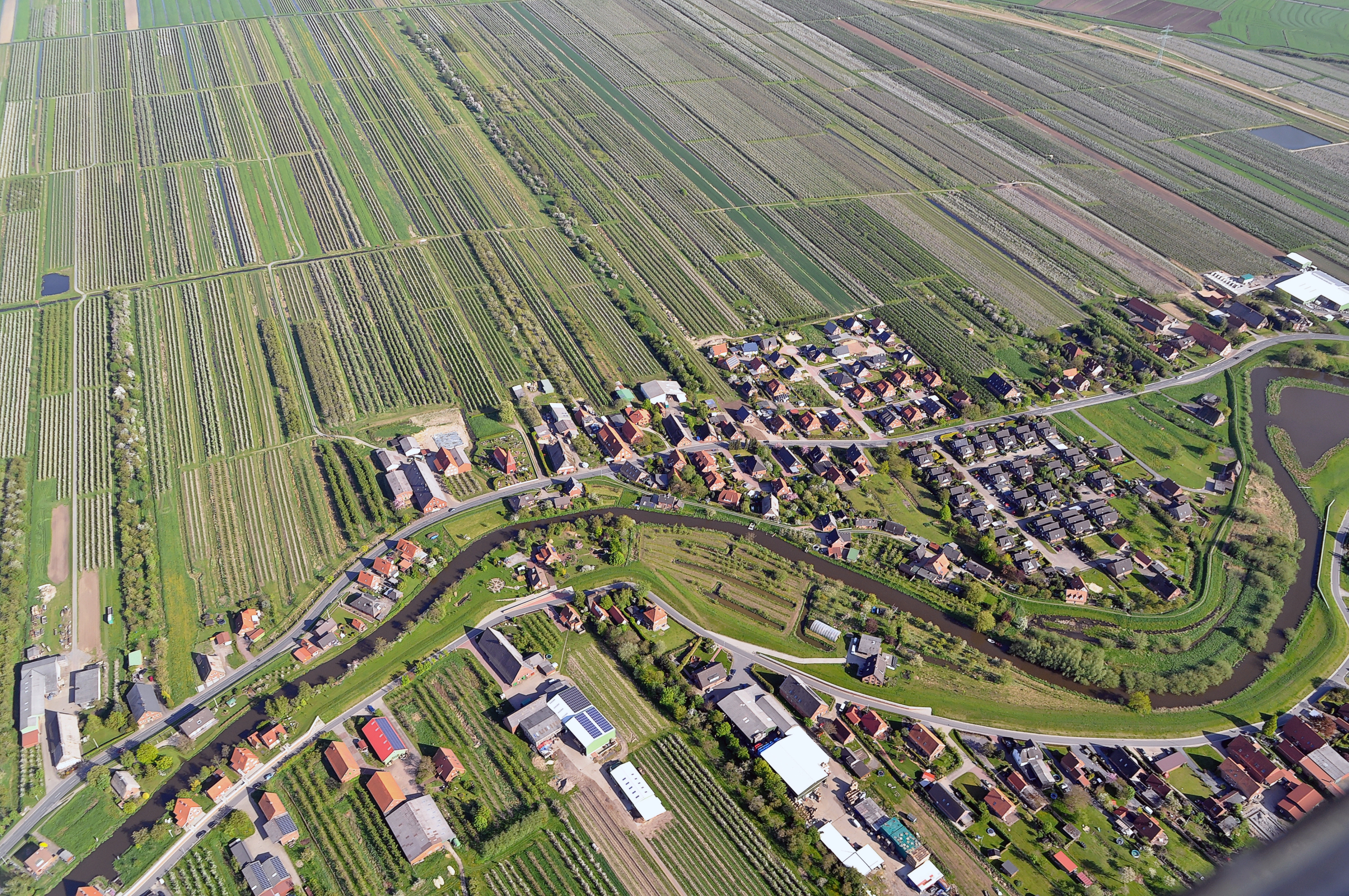
Neuenkirchen, am Lühebogen

Neuenkirchen (plattdeutsch Neekark) ist eine Gemeinde im Landkreis Stade in Niedersachsen. Sie gehört zur Samtgemeinde Lühe mit Verwaltungssitz  Steinkirchen.

## Geografische Lage
Die Gemeinde liegt im Alten Land, dem größten Obstanbaugebiet Europas, direkt an der Lühe zwischen Stade und Hamburg.

## Geschichte
Im Rahmen der Hollerkolonisation wurde der Ort als Deichhufendorf entlang der Lühe angelegt, d. h., die parallelen Hufen lagen auf der dem Deich gegenüber liegenden Straßenseite.
Der örtliche Ritter Johann von Schulte und seine Frau Hildburg stifteten 1270 die „neue Kirche“ als Eigenkirche. Das 1274 daran angegliederte Benediktinerinnenkloster St. Maria und St. Johannes Evangelist wurde 1286 nach Neukloster verlegt.

## Politik

### Gemeinderat
Der Rat der Gemeinde Neuenkirchen besteht aus neun Mitgliedern. Dies ist die festgelegte Anzahl einer Gemeinde mit einer Einwohnerzahl zwischen 501 und 1000, die einer Samtgemeinde angehört. Die Ratsmitglieder werden durch eine Kommunalwahl für jeweils fünf Jahre gewählt. Die aktuelle Amtszeit begann am 1. November 2021 und endet am 31. Oktober 2026.
Sitzverteilung
- CDU: 4 Sitze
- SPD: 3 Sitze
- Grüne: 2 Sitze

(Stand: Kommunalwahl am 12. September 2021)

### Bürgermeister
Ehrenamtlicher Bürgermeister von Neuenkirchen ist Gerd Grunwald (Grüne). Sein Stellvertreter ist Nihat Sagir (SPD). Zur Gemeindedirektorin wurde die Leiterin des Fachbereichs Innere Dienste der Samtgemeinde, Henrike Lühders, bestellt.

## Kultur und Sehenswürdigkeiten

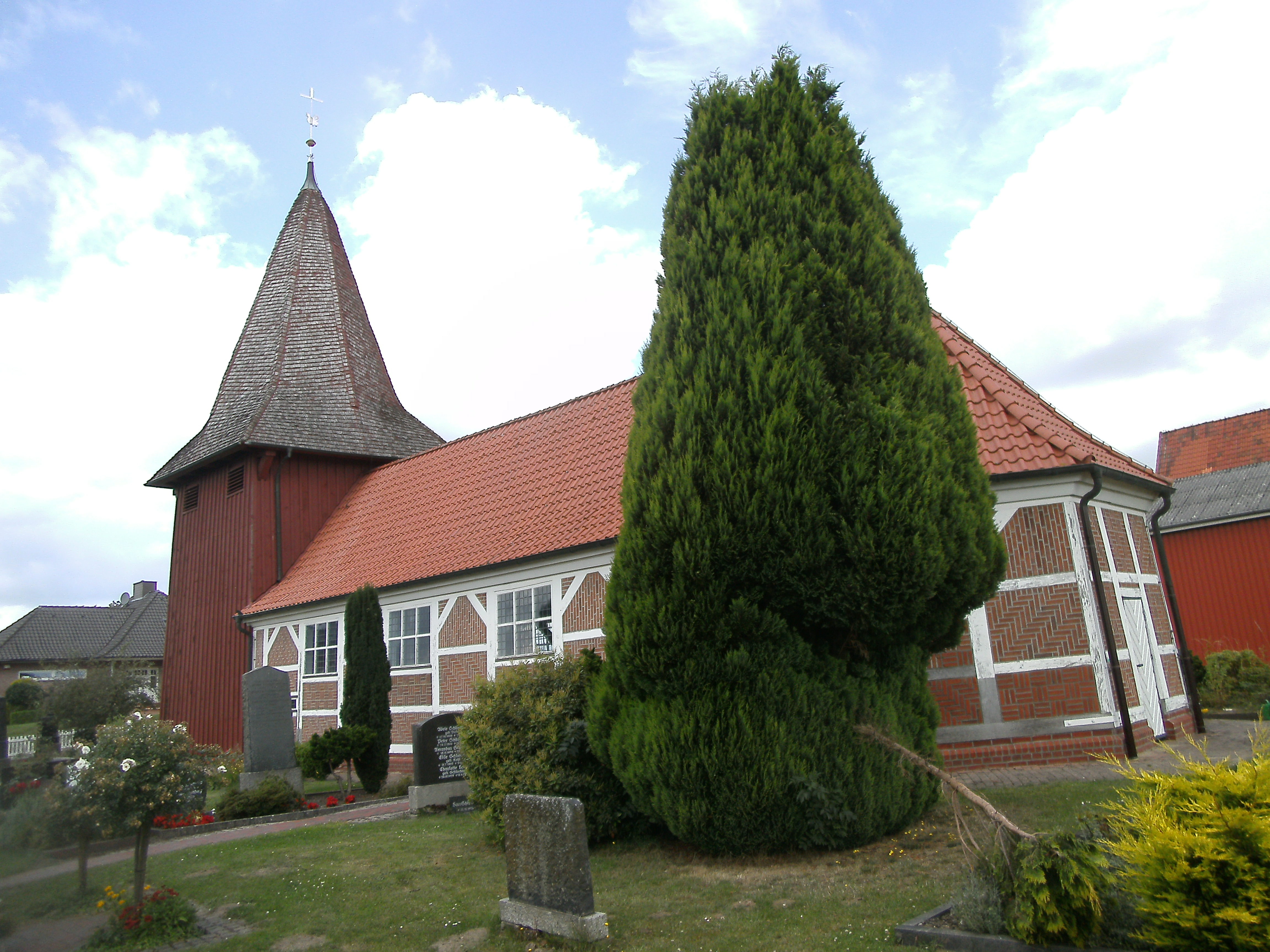
Kirche in Neuenkirchen

- Kirche St. Johannis mit Ursprüngen von Anfang des 17. Jahrhunderts.
- Ein Dorfgemeinschaftshaus befindet sich in einem denkmalgeschützten, reetgedeckten Fachwerkhaus aus dem 18. Jahrhundert.

## Verkehr
Südlich der Gemeinde verlaufen die Bundesstraße 73, die Buxtehude mit Stade verbindet, und die Autobahn 26, die nach ihrer Fertigstellung Stade mit Hamburg verbinden wird.

## Persönlichkeiten
- Heinrich Hellwege (1908–1991), deutscher Politiker (DP und CDU), Bundesminister und niedersächsischer Ministerpräsident, wurde in Neuenkirchen geboren